# Campo Alegre (Santurce)
|                                                  |                                                         |
| Coordenadas                                      | 18°27′5″N 66°4′22″O / 18.45139, -66.07278               |
| Entidad • País • Territorio • Municipio • Barrio | Sub-barrio Estados Unidos Puerto Rico San Juan Santurce |
| Superficie                                       | 0,12 km² (0,05 mi²)                                     |
| Población • Densidad poblacional                 | 942 (2000) 7850 hab./km² (18 840 hab./mi²)              |

Campo Alegre es uno de los cuarenta «sub-barrios» del barrio Santurce en el municipio de San Juan, Puerto Rico. Campo Alegre se encuentra próximo al barrio de Alto del Cabro, dos sub-barrios adyacentes uno a otro con características similares.
Según el censo del año 2000, este sector contaba con 942 habitantes y un área de 0,12 km².